# الانتخابات الرئاسية التونسية 1974
الانتخابات الرئاسية التونسية 1974 هي انتخابات رئاسية نظمت في تونس في 3 نوفمبر 1974. هي رابع انتخابات من نوعها.

الحبيب بورقيبة في رابع ولاية له حتى هذه الانتخابات، هو المرشح الوحيد فيها، وذلك عن حزب الحزب الاشتراكي الدستوري. فاز بورقيبة بهذه الانتخابات بنسبة 100%.
|                            |                                         | الأصوات   | % من المسجلين   | % من المصوتين |
| -------------------------- | --------------------------------------- | --------- | --------------- | ------------- |
| المسجلين                   | المسجلين                                | ?         |                 |               |
| المصوتين                   | المصوتين                                | 291 573 1 | ?               |               |
| الأصوات المصرح بها         | الأصوات المصرح بها                      | 954 570 1 |                 | 99.9%         |
| الأصوات البيضاء أو التالفة | الأصوات البيضاء أو التالفة              | 337 2     |                 | 0.1%          |
| الإمتناع عن التصويت        | الإمتناع عن التصويت                     | ?         | ?               |               |
|                            |                                         |           |                 |               |
| المرشح الحزب السياسي       | المرشح الحزب السياسي                    | الأصوات   | % من المصرح بها |               |
|                            | الحبيب بورقيبة الحزب الاشتراكي الدستوري | 954 570 1 | 100%            |               |

## مقالات ذات صلة
- الانتخابات التشريعية التونسية 1974